# Óscar
O Óscar ou Oscar (do inglês: The Oscars) oficialmente chamado de Prêmios da Academia (português brasileiro) ou Prémios da Academia (português europeu) (do inglês: The Academy Awards), é uma cerimônia de premiação anual da Academia de Artes e Ciências Cinematográficas, fundado em Los Angeles em 1927, que presenteia anualmente os profissionais da indústria cinematográfica. É considerado o prêmio mais importante do cinema nos Estados Unidos e no mundo, com reconhecimento à excelência do trabalho e conquistas na arte da produção cinematográfica.
A cerimônia formal na qual os prêmios são entregues é uma das mais midiáticas do mundo e também a mais antiga premiação. Outras foram inspiradas no Oscar, com: Emmy (televisão), Tony (teatro) e Grammy (música). A Academia de Artes e Ciências Cinematográficas (AMPAS) foi concebida por Louis B. Mayer, um dos fundadores da Metro-Goldwyn-Mayer.
A primeira entrega dos prêmios da Academia aconteceu em 16 de maio de 1929, no Hotel Roosevelt em Hollywood, para honrar as realizações cinematográficas mais proeminentes de 1927 e 1928. A cerimônia foi apresentada pelo ator Douglas Fairbanks e pelo diretor William C. deMille.
A primeira cerimônia televisionada foi em 1953 somente nos Estados Unidos e no Canadá. Em 1966, aconteceu a primeira exibição a cores. Desde 1969, a cerimônia é exibida em âmbito internacional. Em 1970, Brasil e México foram os primeiros países, além dos Estados Unidos e do Canadá, a televisionarem o evento ao vivo, via satélite. Atualmente, os prêmios da Academia são transmitidos em direto pela televisão para mais de 200 países, se tornando assim um dos maiores eventos televisivos do mundo. Segundo a Enciclopédia Novo Mundo, estima-se que mais de um bilhão de pessoas assistem ao Oscar ao vivo ou gravadas a cada ano, equiparando a cerimônia a audiências de eventos televisivos mundiais importantes como a Copa do Mundo FIFA e os Jogos Olímpicos. A cerimônia de 1998 mantém o recorde da maior audiência da história dos Prêmios da Academia, onde foi registrado que 57,25 milhões de pessoas assistiram à transmissão somente nos Estados Unidos.

## História
A primeira apresentação dos Prêmios da Academia foi realizada em 16 de maio de 1929, em um jantar privado no Roosevelt Hotel de Hollywood com um público de aproximadamente 270 pessoas. A festa pós-premiação foi realizada no Mayfair Hotel. O custo dos bilhetes dos hóspedes para a cerimônia daquela noite foi 5 dólares (69 dólares em 2016). Quinze estatuetas foram atribuídas, honrando artistas, diretores e outros participantes da indústria cinematográfica da época, por trabalhos durante o período entre 1927 e 1928. A cerimônia decorreu durante 15 minutos.
Os vencedores foram anunciados na mídia três meses anteriores; no entanto, isto foi mudado para a segunda cerimônia em 1930. Durante a primeira década da premiação, os resultados foram dados aos jornais para publicação às 11 horas na noite de premiação. Este método foi utilizado até à ocasião em que o Los Angeles Times anunciou os vencedores antes da cerimônia começar; como resultado, a Academia desde 1941, usa um envelope selado para revelar o nome dos vencedores.
O primeiro Melhor Ator premiado foi Emil Jannings, por suas performances em The Last Command e The Way of All Flesh. Ele teve que voltar para a Europa antes da cerimônia, por isto, a Academia concordou em dar-lhe o prêmio mais cedo; isto fez dele o primeiro vencedor do Oscar na história. Naquela época, os vencedores foram reconhecidos por todo o seu trabalho feito em uma determinada categoria durante o período de qualificação; por exemplo, Jannings recebeu o prêmio por dois filmes em que ele atuou durante este período, e mais tarde Janet Gaynor ganhou um único Oscar por performances em três filmes. A partir da quarta cerimônia, o sistema mudou, e os profissionais foram homenageados por um desempenho específico em filme. Nas primeiras seis cerimônias, o período de elegibilidade durou dois anos.
Em 1957, na 29.ª cerimônia a categoria de Melhor Filme Estrangeiro foi introduzida. Até então, os filmes em língua estrangeira tinham sido homenageados com um Prêmio Especial.
Em 2002, a 74.ª edição dos Prêmios da Academia apresentou o primeiro Oscar de Melhor Filme de Animação.
Desde 1972, todas as cerimônias do Oscar têm terminado com a atribuição do Oscar de Melhor Filme.
Em 2013, o título oficial foi renomeado de "The Academy Awards" para "The Oscars".

## A estatueta

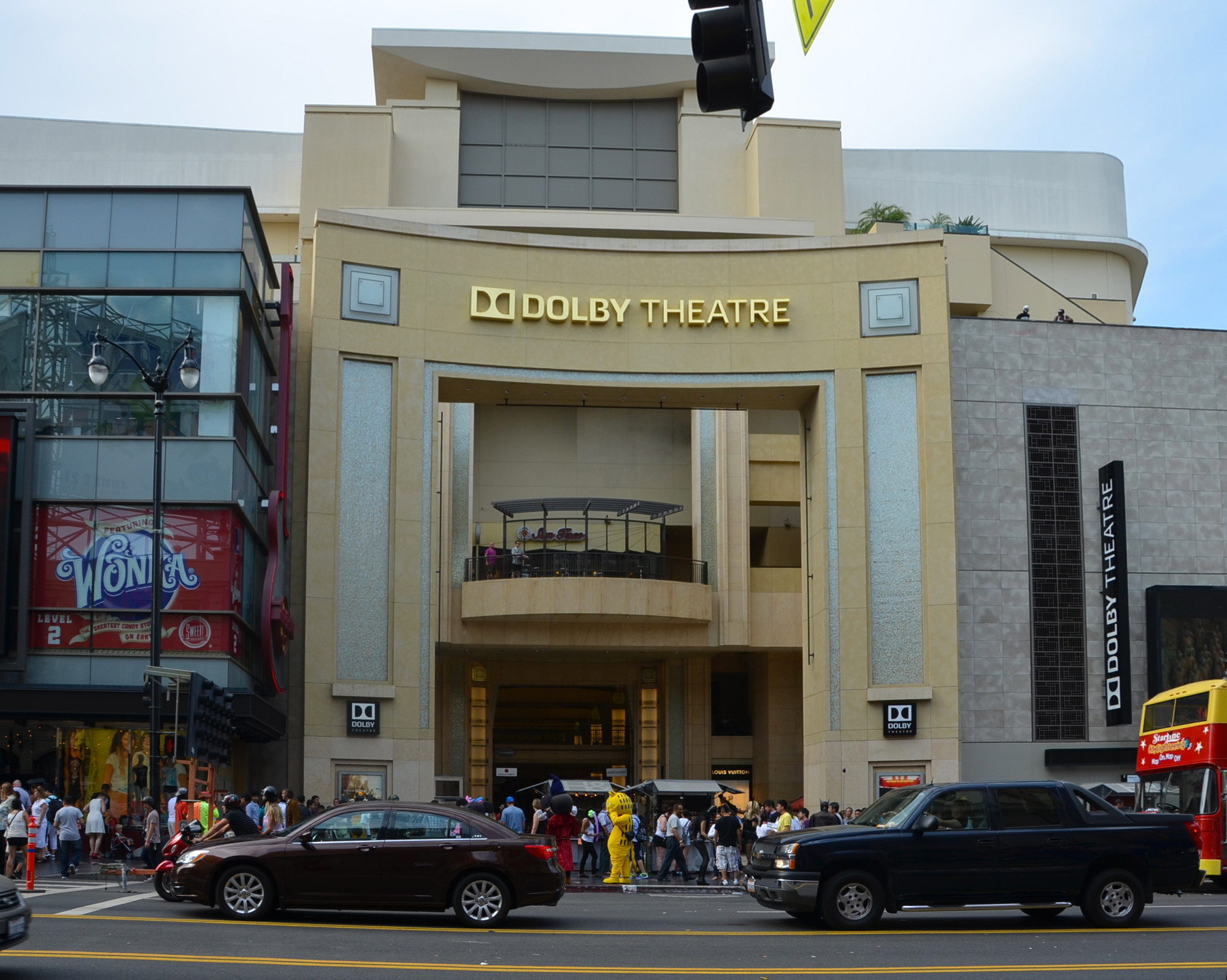
Dolby Theatre, o local da cerimônia de entrega dos Oscar.

O Oscar em si é uma pequena estatueta de 35 cm de altura pesando quase quatro quilogramas, feita de estanho folheado a ouro de catorze quilates, em forma de um cavaleiro sobre um pedestal no formato de um rolo de filme, com uma espada de cruzado atravessada verticalmente ao peito. Seu valor real é cerca de 500 dólares, mas seu valor simbólico é incomensurável, pelo prestígio profissional e popular que concede ao premiado e pelo faturamento que pode dar a um filme.
Concebida em 1929 pelo diretor de arte Cedric Gibbons e pelo escultor George Stanley, não sofreu mudanças significativas até hoje, nos mais de 90 anos em que já foi entregue. Apenas durante a Segunda Guerra Mundial foi confeccionada em gesso pintado com tinta dourada, devido ao esforço de guerra americano na época, que procurava racionar todos os tipos de metal. Após o conflito, os agraciados com estes Oscars tiveram seus prêmios trocados pela estatueta original.
A versão mais popular e conhecida para o nome dado ao careca dourado é a que concede sua autoria à secretária-executiva da Academia, Margareth Herrick, que ao vê-lo comentou que a pequena estátua parecia muito com seu tio Oscar, comparação ouvida por um jornalista presente no momento, que a publicou em seu jornal. Outra versão dá conta que a atriz Bette Davis o teria apelidado assim, dado a semelhança da estatueta com seu primeiro marido, Harmon Oscar Nelson. De qualquer modo o apelido pegou de tal maneira que hoje — e há muitos anos — é o nome pelo qual o Prêmio da Academia é conhecido mundialmente.
Em 2021, o pesquisador brasileiro Dr. Waldemar Dalenogare encontrou a provável primeira menção pública ao nome "Oscar", na coluna "Cinematters" do jornalista Relman Morin no "Los Angeles Evening Post-Record" em 5 de dezembro de 1933. Como o prêmio não aconteceu naquele ano, ele disse: "O que aconteceu com o banquete anual da Academia? Como regra, o banquete e a entrega do "Oscar", a estatueta de bronze dada às melhores performances, acabou muito antes de esta". Esta informação muda a questão de Sidney Skolsky como o primeiro a citar publicamente o nome.

## Prêmios da Academia ao Mérito
As categorias que compõem os Prêmios da Academia:

### Prêmios atuais
| Principais - Melhor Filme - Melhor Diretor - Melhor Ator - Melhor Atriz - Melhor Ator Coadjuvante - Melhor Atriz Coadjuvante - Melhor Roteiro Original - Melhor Roteiro Adaptado |  | Coadjuvantes - Melhor Filme de Animação - Melhor Filme Internacional - Melhor Documentário de Longa-metragem - Melhor Documentário de Curta-metragem - Melhor Curta-metragem em Live Action - Melhor Curta-metragem de Animação |  | Técnicos - Melhor Trilha Sonora - Melhor Canção Original - Melhor Som - Melhor Design de Produção - Melhor Fotografia - Melhor Maquiagem e Penteados - Melhor Figurino - Melhor Edição - Melhores Efeitos Visuais |

### Prêmios retirados
| - Melhor Diretor Assistente (1933–1937) - Melhor Coreografia (1935–1937) - Melhor Engenharia de Efeitos (somente em 1927/28) - Melhor Trilha Sonora: Comédia ou Musical (1995–1998) - Melhor História Original (1927–1956) - Melhor Trilha Sonora adaptada (1962–1969) - Melhor Edição de Som (1964–2020) - Melhor Curta-metragem: Cor (1936–1937) - Melhor Curta-metragem em Live-Action: 1 Bobina (1936–1956) - Melhor Curta-metragem em Live-Action: 2 Bobinas (1936–1956) - Melhor Curta-metragem: Inovação (1932–1935) - Melhor Entretitulagem (somente em 1927/28) - Melhor Qualidade Artística de Produção (somente em 1927/28) |

## Prêmios especiais da Academia

### Prêmios especiais atuais
- Oscar Honorário (1929–presente)
- Oscar Científico ou Técnico (1931–presente)
- Prêmio Memorial Irving G. Thalberg (1938–presente)
- Prêmio Humanitário Jean Hersholt (1956–presente)
- Prêmio Gordon E. Sawyer (1981–presente)

### Prêmios especiais retirados
- Oscar Juvenil (1934–1960)
- Oscar de Contribuição Especial (1972–1995)

## Estatísticas

### Filmes mais premiados
Até 2016, cinco filmes haviam recebido 10 ou mais prêmios. Apenas três filmes venceram as cinco principais categorias (Filme, Direção, Ator, Atriz e Roteiro). Foram eles It Happened One Night (1935), One Flew Over the Cuckoo's Nest (1976) e The Silence of the Lambs (1992).
| Ano  | Filme                                         | Indicações | Prêmios           | Categorias que venceu |
| ---- | --------------------------------------------- | ---------- | ----------------- | --- |
| 1998 | Titanic                                       | 14         | 11                | Melhor Filme, Melhor Direção, Melhor Trilha Sonora Dramática, Melhor Edição, Melhor Fotografia, Melhor Direção de Arte, Melhor Figurino, Melhores Efeitos Visuais, Melhor Edição de Som, Melhor Som, e Melhor Canção Original (My Heart Will Go On)              |
| 1960 | Ben-Hur                                       | 12         | 11                | Melhor Filme, Melhor Direção, Melhor Direção de Arte a Cores, Melhor Ator (Charlton Heston), Melhor Ator Coadjuvante (Hugh Griffith), Melhor Fotografia, Melhor Figurino a Cores, Melhores Efeitos Especiais, Melhor Montagem, Melhor Trilha Sonora e Melhor Som |
| 2004 | The Lord of the Rings: The Return of the King | 11         | 11                | Melhor Filme, Melhor Direção, Melhor Roteiro Adaptado, Melhores Efeitos Visuais, Melhor Direção de Arte, Melhor Edição, Melhor Figurino, Melhor Maquiagem, Melhor Som, Melhor Trilha Sonora e Melhor Canção Original (Into the West)                             |
| 1962 | West Side Story                               | 11         | 10                | Melhor Filme, Melhor Direção, Melhor Ator Coadjuvante (George Chakiris), Melhor Atriz Coadjuvante (Rita Moreno), Melhor Direção de Arte, Melhor Fotografia Colorida, Melhor Figurino Colorido, Melhor Edição, Melhor Som e Melhor Trilha Sonora                  |
| 1939 | Gone with the Wind                            | 13         | 10 (2 honorários) | Melhor Filme, Melhor Direção (Victor Fleming), Melhor Atriz (Vivien Leigh), Melhor Atriz Coadjuvante (Hattie McDaniel), Melhor Roteiro Adaptado, Melhor Edição, Melhor Fotografia, Melhor Direção de Arte, Oscar Técnico\Científico e Oscar Honorário.           |

### Artistas mais premiados
O compositor Alan Menken é a pessoa viva com maior número de Oscars: oito. Walt Disney é o maior vencedor da história, tendo recebido vinte e dois prêmios da Academia.
| Artista              | Prêmios | Indicações | Departamento                           |
| -------------------- | ------- | ---------- | -------------------------------------- |
| Walt Disney          | 22      | 59         | Produtor                               |
| Alfred Newman        | 9       | 45         | Compositor                             |
| Edith Head           | 8       | 35         | Figurinista                            |
| Alan Menken          | 8       | 19         | Compositor                             |
| Fred Quimby          | 8       | 17         | Produtor, Cartunista                   |
| Gary Rydstrom        | 7       | 17         | Designer de Som                        |
| Rick Baker           | 7       | 9          | Maquiador                              |
| Billy Wilder         | 6       | 21         | Produtor, diretor e roteirista         |
| Dennis Muren         | 6       | 15         | Artista de efeitos visuais             |
| John Williams        | 5       | 53         | Compositor                             |
| Lyle R. Wheeler      | 5       | 22         | Diretor de Arte                        |
| Francis Ford Coppola | 5       | 14         | Produtor, diretor e roteirista         |
| John Ford            | 5       | 14         | Produtor e diretor                     |
| Johnny Green         | 5       | 13         | Compositor                             |
| Alfonso Cuarón       | 5       | 11         | Diretor, editor, diretor de fotografia |
| Richard King         | 5       | 9          | Designer de Som                        |
| John Barry           | 5       | 7          | Compositor                             |

### Atores e atrizes mais premiados
Três atores e quatro atrizes receberam três ou mais prêmios de categorias relacionadas a atuação.
| Katharine Hepburn | 4 | Morning Glory (1934) Guess Who's Coming to Dinner (1968) The Lion in Winter (1969)** On Golden Pond (1982) |
| Daniel Day-Lewis | 3 | My Left Foot (1990) There Will Be Blood (2008) Lincoln (2013)                                              |
| Frances McDormand | 3 | Fargo (1997) Three Billboards Outside Ebbing, Missouri (2018) Nomadland (2021)                             |
| Ingrid Bergman | 3 | Gaslight (1945) Anastasia (1957) Murder on the Orient Express (1975)*                                      |
| Meryl Streep | 3 | Kramer vs. Kramer (1980)* Sophie's Choice (1982) The Iron Lady (2012)                                      |
| Jack Nicholson | 3 | One Flew Over the Cuckoo's Nest (1975) Terms of Endearment (1983)* As Good as It Gets (1997)               |
| Walter Brennan | 3 | Come and Get It (1937)* Kentucky (1939)* The Westerner (1941)*                                             |
| (*) Prêmio de ator ou atriz coadjuvante/secundário. (**) Devido a um empate o prêmio foi divido com Barbra Streisand por Funny Girl. |   | |

Até os dias de hoje apenas três atores e duas atrizes receberam duas estatuetas consecutivas. São eles: Spencer Tracy (por  Captains Courageous e Boys Town), Jason Robards (por  All the President's Men e Julia (filme)) , Tom Hanks (por Philadelphia e Forrest Gump), Luise Rainer (por The Great Ziegfeld e The Good Earth) e Katharine Hepburn (por Guess Who's Coming to Dinner e The Lion in Winter).
Outros 40 atores e atrizes receberam duas estatuetas nas categorias de atuação:
- Adrien Brody (2003 e 2025)
- Anthony Hopkins (1992 e 2021)
- Anthony Quinn (1953 e 1957)
- Bette Davis (1936 e 1939)
- Cate Blanchett (2005 e 2014)
- Christoph Waltz (2010 e 2013)
- Denzel Washington (1990 e 2002)
- Dianne Wiest (1987 e 1995)
- Dustin Hoffman (1980 e 1989)
- Elizabeth Taylor (1961 e 1967)
- Emma Stone (2017 e 2024)
- Fredric March (1932 e 1947)
- Gary Cooper (1942 e 1953)
- Gene Hackman (1972 e 1993)
- Glenda Jackson (1971 e 1974)
- Helen Hayes (1932 e 1971)
- Hilary Swank (2000 e 2005)
- Jane Fonda (1972 e 1979)
- Jack Lemmon (1956 e 1974)
- Jason Robards (1977 e 1978)
- Jessica Lange (1983 e 1995)
- Jodie Foster (1989 e 1992)
- Kevin Spacey (1996 e 2000)
- Luise Rainer (1937 e 1938)
- Maggie Smith (1970 e 1979)
- Mahershala Ali (2017 e 2019)
- Marlon Brando (1955 e 1972)
- Melvyn Douglas (1964 e 1980)
- Michael Caine (1987 e 2000)
- Olivia de Havilland (1947 e 1950)
- Peter Ustinov (1961 e 1965)
- Robert De Niro (1975 e 1981)
- Renée Zellweger (2004 e 2020)
- Sally Field (1980 e 1985)
- Sean Penn (2004 e 2009)
- Shelley Winters (1960 e 1966)
- Spencer Tracy (1938 e 1939)
- Tom Hanks (1994 e 1995)
- Vivien Leigh (1940 e 1952)

## Lusofonia no Oscar
Diversos filmes lusófonos já concorreram ao Oscar, sobretudo produções brasileiras. Os filmes lusófonos com o maior número de indicações são: O Beijo da Mulher-Aranha e Cidade de Deus, ambos com quatro indicações. Em 2025, o Brasil concorreu em 3 categorias: melhor filme internacional, melhor atriz e melhor filme com “Ainda Estou Aqui”, vencendo na primeira categoria. 
Até 2025, o Brasil havia inscrito 46 filmes para o Oscar de melhor filme internacional e cinco deles conseguiram ser indicados: O Pagador de Promessas, O Quatrilho, O Que É Isso, Companheiro?, Central do Brasil e Ainda Estou Aqui, que venceu Melhor Filme Internacional. Portugal candidatou-se à cerimónia 33 vezes, tendo sido nomeado apenas uma vez, em 2023, com Ice Merchants na categoria de Melhor curta-metragem de animação, sem no entanto ter vencido. Em 2017, Moçambique inscreveu um filme pela primeira vez. Até hoje, os únicos filmes falados em português a vencer o Oscar de melhor filme internacional são  Orfeu Negro – produção rodada no Rio de Janeiro, com atores brasileiros – que levou a estatueta em 1960, representando a França e Ainda Estou Aqui, produção genuinamente brasileira que venceu o Oscar de melhor filme internacional em 2025.

## Críticas

### Acusações de mercantilismo
Devido à exposição positiva e prestígio do Oscar, os estúdios gastam milhões de dólares e contrata publicitários especificamente para promover seus filmes durante o que é normalmente chamado de "temporada do Oscar". Isto gerou acusações dos prémios da Academia serem influenciados mais por propaganda do que pela qualidade. William Friedkin, um cineasta premiado com o Oscar e ex-produtor da cerimônia, expressou este sentimento em uma conferência em Nova York em 2009, descrevendo-o como "o maior esquema de promoção que qualquer indústria já inventou por si mesma".

### Acusações de parcialidade
As principais críticas para o Oscar de Melhor Filme é que entre os vencedores e nomeados há sempre uma sobre-representação dos épicos românticos históricos, dramas biográficos, dramas românticos e melodramas familiares, a maioria dos quais são lançados nos Estados Unidos nos últimos três meses do ano. O Oscar é conhecido pela seleção de gêneros específicos de filmes a serem concedidos. Isto levou à cunhagem do termo "isca para [ganhar] Oscar", descrevendo tais filmes. Isto levou, por vezes, a críticas mais específicas que a Academia está desconectada do público, por exemplo, favorecendo os que tem "isca para Oscar" favoritos da audiência, ou favorecendo melodramas históricos sobre filmes aclamados pela crítica que retratam questões de vida atuais.

### Falta de diversidade
Desde 1929, ano em que o prêmio foi criado, até o ano 2000, 95% das indicações nas categorias de atução foram para atores brancos e apenas 5% para de outros grupos étnicos como negros, latinos e asiáticos. Além disso, 94% dos membros da Academia são brancos. A 88.ª cerimônia tornou-se alvo de um boicote, com base na percepção dos críticos que a sua lista de indicados tem todos os atores brancos. Em resposta, a Academia iniciou mudanças "históricas" no quadro social até o ano de 2020.

### Oscars recusados
Alguns vencedores criticaram o Oscar, boicotaram as cerimônias e se recusaram a aceitar seus Oscars. O primeiro a fazê-lo foi Dudley Nichols (melhor roteiro em 1935 por The Informer). Nichols boicotou o oitava cerimônia por causa de conflitos entre a Academia e o Writers Guild of America Award. George C. Scott tornou-se a segunda pessoa a recusar o prêmio (melhor ator em 1970 por Patton) na 43ª cerimônia. Scott descreveu como um "desfile de carne", dizendo "Eu não quero qualquer parte dela." O terceiro foi Marlon Brando, que recusou o prêmio (melhor ator em 1972 de The Godfather), citando a discriminação da indústria cinematográfica e maus tratos de nativos americanos. Na cerimônia 45ª dos Óscares, Brando enviou a atriz Sacheen Littlefeather para ler um discurso de 15 páginas detalhando suas críticas.

### Esnobe de Cidade de Deus no Oscar 2003 e reformulação do prêmio
Segundo uma pesquisa divulgada por Waldemar Dalenogare Neto em abril de 2019, Cidade de Deus foi esnobado no Óscar 2003 após alguns dos membros utilizarem uma brecha no regulamento para dar nota baixa ao filme. Um número minoritário de membros da comissão de filme estrangeiro se retirou da sessão interna da academia onde estava sendo exibido o filme, antes do final, e imediatamente a nota da produção caiu de 10 para 6. Na época, isso era permitido pelo regulamento interno, e foi a primeira vez aconteceu o esvaziamento de uma sessão. Um dos pontos apontados na pesquisa, é o perfil da época dos membros que faziam parte da comissão, composto por homens de perfil conservador, e que não gostava de cenas de sexo e violência nos filmes, a não ser que tenha uma justificativa de acordo com o ponto de vista deles. Devido a reação negativa, a Miramax desistiu de fazer campanha para o filme e adiou para o ano seguinte. Quando Cidade de Deus recebeu quatro indicações no Oscar 2004, a reação negativa voltou-se para o Oscar de melhor filme estrangeiro. Em 2005 a academia encomendou um estudo para evitar tais injustiças, o que levou a criação da short list (pré-lista), para diversificar a seleção. Posteriormente, devido a uma nova polêmica no perfil do comitê nos anos 2010, foram adicionados mais membros.

## Exibição televisiva
A  Academia de Artes e Ciências Cinematográficas licenciou exclusivamente à Disney-ABC Television Group a exibição pela ABC TV da cerimônia do Oscar.

### Transmissão no Brasil
No Brasil, a primeira transmissão do evento ocorreu em 1970, quando a TV Tupi exibiu, ao vivo e via satélite, para várias porções do país (através da Rede de Emissoras Associadas).